# Nino Khurtsidze
Nino Khurtsidze (28 de septiembre de 1975 - 22 de abril de 2018) fue una ajedrecista georgiana. Fue galardonada con los títulos de la FIDE de Gran Maestra Femenina (WGM) en 1993 y de Maestra Internacional (IM) en 1999. Ganó el Campeonato Mundial Juvenil femenino sub-20 en 1993 y 1995. Khurtsidze también ganó el Campeonato del mundo de ajedrez femenino sub-16 de 1991 en Guarapuava, Brasil, el Campeonato de Europa femenino sub-20 en 1992, el campeonato absoluto de ajedrez de Georgia en 1998 y el campeonato femenino de Georgia en cinco ocasiones (1989, 1993, 2005, 2006 y 2013).

## Resultados destacados en competición
Participó en el Torneo Interzonal Femenino el 1993 en Jakarta, Indonesia y el 1995 en Chișinău, Moldavia. Estas pruebas formaban parte del círculo del Campeonato Mundial Femenino de 1996 y 1999 respectivamente.
En 1998 ganó en Rotterdam el Campeonato Femenino de Universidades, organizado por la FISU.
Khurtsidze compitió en el Campeonato del Mundo femenino celebrado con el formato de eliminatoria en 2000, 2001, 2004, 2006, 2008, 2012, 2015 y 2017. Sus mejores resultados se produjeron en Moscú 2001 (llegando a octavos de final, donde fue derrotada por el eventual ganadora, Zhu Chen), en Yekaterimburgo 2006 (octavos de final - derrotada por Alisa Galiámova), y en Teherán 2017 (dieciseisavos de final - derrotada por Antoaneta Stefanova).
En competiciones por equipos, Khurtsidze jugó con Georgia en las Olimpiadas de ajedrez femeninas en 1998, 2000, 2002, 2006 y 2012, el Campeonato del mundo femenino de ajedrez por equipos en 2007 y el equipo que ganó la medalla de bronce en 2011 y en el Europeo por equipos en 1999, 2003, 2005, 2007, 2009, 2011 y 2013. Formó parte del equipo femenino de Georgia el 4º Campeonato del mundo de ajedrez por equipos, celebrado en Lucerna, Suiza en 1997. Khurtsidze también compitió en la Copa de Europa de Clubs Femenina con cinco equipos diferentes en 1996, 1999, 2001, 2005, 2006, 2007, 2008, 2009 y 2010.
En 2004, quedó segunda detrás de Evgeny Shaposhnikov en el abierto de Essen. En 2005, fue la jugadora de ajedrez número dos femenina de Georgia con una puntuación de 2420. En 2012 Khurtsidze participó en el torneo del Gran Premio Femenino de la FIDE en Djermuk, Armenia.
Khurtsidze murió de cáncer en abril de 2018.